# Orotukan (fiume)
L'Orotukan (in russo Оротукан?) è un fiume dell'Estremo Oriente russo, affluente di destra della Kolyma. Scorre nel Jagodninskij rajon dell'oblast' di Magadan.
Il fiume scorre tra le montagne in direzione nord-occidentale. La sua lunghezza è di 110 km, l'area del suo bacino è di 2 400 km². Sfocia nella Kolyma a 1 796 km dalla foce La portata d'acqua media annua nell'area del villaggio di Orotukan (a 63 km dalla foce) è di 9,03 m³/s (dati di osservazione dal 1940 al 1988).